# Remoray-Boujeons
Remoray-Boujeons település Franciaországban, Doubs megyében. Lakosainak száma 456 fő (2022. január 1.). Remoray-Boujeons Vaux-et-Chantegrue, Brey-et-Maison-du-Bois, Gellin, Labergement-Sainte-Marie, Rondefontaine, Sarrageois és Mignovillard községekkel határos.

## Népesség
A település népessége az elmúlt években az alábbi módon változott:
| Lakosok száma | 141  | 184  | 210  | 316  | 379  | 412  | 428  | 425  | 435  | 456  |
|               | 1968 | 1982 | 1990 | 2006 | 2013 | 2015 | 2017 | 2019 | 2020 | 2022 |